# John Phillips (hudebník)
John Edmund Andrew Phillips (30. srpna 1935 Parris Island Severní Karolína – 18. března 2001 Los Angeles, Kalifornie) byl americký zpěvák, kytarista, skladatel a člen skupiny The Mamas & the Papas.

## Mládí
John Phillips se narodil 30. srpna 1935 v Parris Island v Jižní Karolíně. Jeho otec, Claude Andrew Phillips, byl důstojníkem námořního sboru Spojených států . Claude Phillipsovi se při návratu z Francie po skončení 1. světové války, podařilo v pokerové hře vyhrát obchod s tavernami v Oklahomě od jiného vojáka. Jeho matka Edna Gertrude (rozená Gainesová), která měla anglický původ, se seznámila s Claudem Phillipsem v Oklahomě. Podle jeho autobiografie, Papa John, Phillipsův otec, byl těžký alkoholik, který trpěl špatným zdravím.
Phillips vyrostl v Alexandrii ve Virginii, kde byl inspirován Marlonem Brandem, aby byl „tvrdý na ulici“. Od roku 1942 do roku 1946 navštěvoval Vojenskou školu Linton Hall ve Bristow ve Virginii. Podle jeho autobiografie „nenáviděl místo“, „inspekce“, „bití“ a připomíná, že „jeptišky nás sledovaly, jak se sprchujeme.“ Vytvořil hudební skupinu dospívajících chlapců, kteří zpívali doo-wop písně. Hrál basketbal na George Washington High School, nyní George Washington Middle School v Alexandrii ve Virginii, kde promoval v roce 1953. Nicméně, on odešel během jeho prvního roku. Phillips poté navštěvoval Hampden – Sydney College, vysokou školu svobodných umění pro muže v Hampden Sydney ve Virginii.

## Hudební kariéra

### Začátky
Phillips toužil po úspěchu a proto na začátku 60. let odcestoval do New Yorku, aby získal smlouvu. Jeho první kapela The Journeymen byla lidovým triem se Scottem McKenziem a Dickem Weissmanem. Byli celkem úspěšní a uvedli tři alba a několik vystoupení na televizní show Hootenanny v 60. letech. Všechna tři alba, stejně jako kompilace známá jako Best of the Journeymen, byla znovu vydána na CD. Phillips vyzrál v hudebníka v Greenwich Village kde se potkal s budoucími členy The Mamas & the Papas zpěváky Denny Dohertym a Cass Elliot. Toto období popisuje text písně „Creeque Alley“.
Ovládal hru na kytaru, sitár, klavír a harmoniku.

### Mamas and Papas
Phillips byl v The Mamas & the Papas hlavním skladatelem a hudebním aranžérem. V rozhovoru z roku 1968 popsal Phillips některá z jeho uspořádání jako „dobře uspořádaná dvoudílná harmonie pohybující se v opačných směrech“. Poté, co podepsali smlouvu s Dunhill Records, měli několik hitů v Top Ten, včetně „California Dreamin“, „Monday, Monday“, „I Saw Her Again“, „Creeque Alley“ a „12:30 (Young Girls Are Coming to the Canyon)“. V roce 1967 napsal pro svého kamaráda a bývalého kolegu z The Journeymen píseň „San Francisco“. „San Francisco“ je obecně považován za symbol americké hudby šedesátých let.. Phillips napsal „Me And My Uncle“, což bylo oblíbené v repertoáru skupiny Grateful Dead.
Phillips pomáhal propagovat a vystupoval s The Mamas & the Papas na mezinárodním festivalu popové hudby v Monterey, který se konal 16. až 18. června 1967 v Monterey v Kalifornii. Festival byl naplánován na pouhých sedm týdnů a byl vyvinut jako způsob, jak potvrdit rockovou hudbu jako uměleckou formu ve způsobu, jakým byly jazz a folk považovány. Byla to první velká událost pop-rockové hudby v historii.
John a Michelle Phillips se stali hollywoodskými celebritami, bydleli v hollywoodských horách a stýkali se s hvězdami jako Jack Nicholson, Warren Beatty a Roman Polanski. The Mamas & The Papas se rozpadli v roce 1968 hlavně proto, že Cass Elliot se chtěla vydat na sólovou dráhu a kvůli osobním problémům mezi Phillipsem, jeho manželkou Michelle a Denny Dohertym, včetně aféry Michelle s Dohertym. Jak Michelle Phillips později vyprávěla. „Cass mi tváří v tvář a řekla: Já to nechápu. Ty jsi mohla mít jakéhokoliv muže, kterého chceš. Proč jsi mi vzala mého (Dohertyho)?“ Michelle byla krátce na to vyhozena v roce 1966 za to, že měla poměr s Genem Clarkem a Dohertym, byla nahrazena na dva měsíce Jill Gibsonovou. Přestože bylo Michelle Phillipsovi odpuštěno a požádáno o návrat do skupiny, osobní problémy pokračovaly až do rozdělení skupiny. Cass Elliotová pokračovala v úspěšné sólové kariéře až do její smrti v důsledku srdečního selhání v roce 1974.

### Pozdější roky a smrt
Phillips vydal své první sólové album John, vlčí král LA v roce 1970. Album nebylo komerčně úspěšné, i když to zahrnovalo menší hit „Mississippi“, a Phillips začal ustupovat z centra pozornosti, jak rostlo jeho používání drog.
Phillips produkoval jeho třetí manželku, Geneviève Waïte 's, album, Romance Is on the Rise a psal hudbu pro filmy. Mezi lety 1969 a 1974 pracoval Phillips a Waïte na scénáři a složil přes 30 písní pro vesmírný muzikál s názvem Muž na Měsíci, který nakonec vytvořil Andy Warhol, ale po obdržení katastrofální zahajovací noci hrál jen dva dny v New Yorku.
Phillips se přestěhoval do Londýna v roce 1973, kde ho Mick Jagger povzbudil, aby nahrál další sólové album. To mělo být vydáno v Rolling Stones Records a financováno distributorem RSR Atlantic Records. Jagger a Keith Richards produkovali a hráli na albu, stejně jako bývalý Stone Mick Taylor a budoucí Stone Ronnie Wood. Projekt byl vykolejen tím, že Phillips stále častěji užíval kokain a heroin, který si svým vlastním přiznáním vstřikoval „téměř každých patnáct minut po dobu dvou let“. V roce 2001 byly skladby alba Half Stoned nebo The Lost Album vydány jako Plaťte a sledujte několik měsíců po Phillipsově smrti. V roce 1975 byl Phillips, který stále žije v Londýně, pověřen vytvořením soundtracku k filmu Nicolase Roega Muž, který spadl na Zemi, v hlavní roli s Davidem Bowiem. Phillips požádal Micka Taylora o pomoc; film měl premiéru v roce 1976.
V roce 1981 byl Phillips usvědčen z obchodování s drogami. Následně on a jeho dcera Mackenzie Phillips udělali prohlášení v médiích v protidrogové kampani a zkrátili si pobyt ve vězení na pouhý měsíc, z čehož strávil tři týdny (jeden týden volna za dobré chování) ve vězeňském táboře Allenwood,  Pensylvánie. Po jeho propuštění re-formoval The Mamas & the Papas s Mackenzie Phillipsovou, Spanky McFarlane (ze skupiny Spanky and Our Gang ) a Denny Dohertym. Po celý zbytek života cestoval Phillips s různými inkarnacemi této skupiny.
Jeho nejprodávanější autobiografie Papa John byla vydána v roce 1986.
S Terry Melcherem, Mikeem Loveem a bývalým kolegou z Journeymen Scottem McKenziem napsal pro Beach Boys hit „Kokomo“. Píseň byla použita v roce 1988 ve filmu Koktejl a byla nominována na cenu Grammy (Nejlepší skladba napsaná speciálně pro film nebo televizi) a cena Zlatý glóbus za nejlepší skladbu.
Jeho léta drogové závislosti vedla ke zdravotním problémům, které vyžadovaly transplantaci jater v roce 1992. O několik měsíců později byly fotografie jeho pití alkoholu v baru v Palm Springs v Kalifornii publikovány v National Enquirer. Na otázku rozhlasové show Howarda Sterna řekl: „Jen jsem chtěl vyzkoušet nová játra“.
Phillips strávil poslední roky v Palm Springs v Kalifornii se Farnazem, jeho čtvrtou manželkou. 18. března 2001 zemřel na srdeční selhání v Los Angeles ve věku 65, 10 dní po dokončení nahrávání pro nové album. Je pohřben na Forest Lawn Cemetery v Cathedral City, poblíž Palm Springs.
25. června 2019 časopis New York Times uvedl Johna Phillipsa mezi stovky umělců, jejichž materiál byl údajně zničen v roce 2008 při požáru.